# Yann Fouéré
Yann Fouéré (Aignan, 26 juli 1910 - Saint Brieuc, 21 oktober 2011) was een Bretons nationalist en Europees federalist.
Bij zijn geboorte werd hij in de burgerlijkse stand ingeschreven als Jean-Adolphe, omdat de Franse overheid toentertijd Bretonse voornamen niet toestond. Hij interesseerde zich al jong voor Bretonse cultuur en geschiedenis, en zette zich in voor grotere autonomie. In 1945 moest hij Frankrijk verlaten omdat zijn betrokkenheid bij de Bretonse beweging gezien werd als collaboratie met de Duitsers. Hij vestigde zich eerst in Wales en later in Ierland. In 1958 werd hij van alle beschuldigingen vrijgesproken en kreeg hij eerherstel.
Hij bleef zich zijn hele leven inzetten voor de onafhankelijkheid van zijn thuisregio Bretagne. Hij was een productief essayist en publicist. Zijn bekendste boek is L'Europe aux Cents Drapeaux (1968) (Het Europa van 100 Vlaggen). Hierin ontwikkelde hij het idee dat een federaal Europa vorm zou moeten krijgen door het op te delen in vele kleine deelstaten gebaseerd op regionale identiteit, in plaats van de huidige natiestaten. Dit boek is in vele talen vertaald.
In 1975 werd hij samen met tientallen anderen gearresteerd op verdenking van betrokkenheid bij de voorbereiding van acties tegen de bouw van kerncentrales in Bretagne maar enkele weken later weer vrijgelaten. In 1999 was hij de oprichter van het Institut de Documentation Bretonne et Européenne, waar materiaal met betrekking tot de geschiedenis en de cultuur van Bretagne wordt verzameld.
In 2011 overleed Fouéré op 101-jarige leeftijd.
- Bibsys: 90750762
- Bibliothèque nationale de France: cb11903216h (data)
- International Standard Name Identifier: 0000 0000 5879 6452
- Library of Congress Control Number: n50023169
- Nationale Bibliotheek van Israël: 987007378807805171
- Nationale en Universitaire bibliotheek Zagreb: 000195841
- Nederlandse Thesaurus van Auteursnamen: 069509123
- Réseau des bibliothèques de Suisse occidentale: 02-A003256299
- Système universitaire de documentation: 026870452
- Virtual International Authority File: 79025389
- WorldCat: E39PBJfX4b6pmdD8p4wGgcWbh3